# Šeki Bihorac
Šefćet „Šeki“ Bihorac (* in Sjenica, Jugoslawien, heute Serbien) ist ein bosnischer Turbofolk-Sänger, der hauptsächlich in Bosnien und Herzegowina, sowie Sandžak einen größeren Grad an Popularität erlangt.

## Leben und Karriere
Bihorac verbrachte seine Kindheit in Sjenica und wuchs als Kind einer Arbeiterfamilie auf. Bereits im Kindesalter interessierte er sich für die Musik und fing bereits mit dem Singen an, was dazu führte, dass seine Eltern ihn Ende der 1970er Jahre nach Sarajevo schickten, um sich musikalisch weiterzubilden. Als Jugendlicher trat er in verschiedenen Lokalen in Sarajevo mit Unterstützung von Ćazim Čolaković auf.
Nach zahlreichen erfolgreichen Auftritten, bekam Bihorac einen Vertrag von Jugodisk und nahm 1990 sein erstes Album Ne zovite doktore auf. Bis heute folgten insgesamt sieben weitere Alben.
Im Jahre 2010 belegte Šeki an dem regional hochangesehenen „Bihaćki Festiva“ mit dem Lied Korak iza oblaka den ersten Platz und gewann somit den Preis von Bihać.
Šeki Bihorac wohnt weiterhin mit seiner Familie in der bosnischen Hauptstadt Sarajevo, hat aber seinen Zweitsitz in Deutschland, wo er während des Bosnienkrieges zunächst als Kriegsflüchtling hinzog.

## Diskografie

### Alben
- 1990: Ne zovite doktore
- 1993: Svani zoro
- 1995: Majko mila
- 1999: Kad me ne bude
- 2001: Ti si meni bila sve
- 2003: Kreni, kreni
- 2005: Maloljetnja
- 2007: Mnoge žene ljubio...
- 2011: Nek Je Sretna Moja Vila

### Live-Alben
- 2006: Uživo

### Singles (Auswahl)
- 2001: Ti si meni bila sve
- 2001: Kroz Veo Ti Vidim Suze
- 2005: Maloljetna (Original: Arash – Boro Boro)

### Sonstige Werke
- 2010: Bihaćki Festival: Korak iza oblaka